# Rhabditoides inermis
Rhabditoides inermis är en rundmaskart. Rhabditoides inermis ingår i släktet Rhabditoides och familjen Rhabditidae. Inga underarter finns listade i Catalogue of Life.